# Уэда, Такахиро
Такахиро Уэда (яп. 上田 岳弘 Уэда Такахиро, род. 26 февраля 1979 года) — японский писатель
, лауреат ряда литературных наград.
Родился в городе Акаси префектуры Хёго; окончил юридический факультет Университета Васэда. Среди произведений, оказавших на него влияние, Такахиро Уэда назвал «Слушай песню ветра» Харуки Мураками, «Сто лет одиночества» Габриэля Гарсиа Маркеса и «Сирены Титана» Курта Воннегута.

## Награды
- 2013: премия литературного журнала «Синтё» за работу «Солнце» (яп. 太陽 тайё:).
- 2015: премия Юкио Мисимы за работу «Мой любимый» (яп. 私の恋人 ватаси но коибито).
- 2018: премия в области искусств для новичков Министерства образования, культуры, спорта, науки и технологий за работу «Башня и гравитация» (яп. 塔と重力 то: то дзю:рёку).
- 2019: премия Рюноскэ Акутагавы за работу «Нимрод» (яп. ニムロッド нимуроту).
- 2022: премия Ясунари Кавабаты за работу «Никакого путешествия» (яп. 旅のない таби но най).